# Károly Huszár
Károly Huszár (ur. 10 września 1882, zm. 29 października 1941) – węgierski polityk, premier oraz tymczasowy prezydent Węgier w latach 1919–1920.
Huszar urodził się w 1882 roku Nussdorf (obecne Austria). W 1919 roku wraz z upadkiem komunistycznej Węgierskiej Republiki Rad, został powołany tymczasowy rząd złożony z byłych członków antykomunistycznego rządu w Segedynie.
24 listopada 1919 roku Huszar objął funkcję premiera Węgier i tym samym pełnił obowiązki tymczasowej głowy państwa.
1 marca 1920 wraz z oficjalnym powołaniem do życia Królestwa Węgier, Huszar stracił oba swoje dotychczasowo piastowane stanowiska. Odpowiednio przywódcą kraju został admirał Miklos Horthy a funkcja premiera przypadła Sandorowi Simonyi-Semadamowi.
Károly Huszár zmarł 29 października 1941 roku w Budapeszcie w wieku 59 lat.